# ASTM International
ASTM International è un organismo di normazione statunitense, acronimo di American Society for Testing and Materials International. 
Fondata nel 1898 come sezione americana della International Association for Testing Materials, ASTM International precedette altre organizzazioni di standard come il BSI (1901), IEC (1906), DIN (1917), ANSI (1918), AFNOR (1926) e ISO (1947).

## Storia
Fondato il 16 giugno 1898 su iniziativa di Charles Benjamin Dudley, allora responsabile del controllo qualità di Pennsylvania Railroad, che ebbe l'iniziativa di far cooperare le fino ad allora conflittuali aziende dell'acciaio e del trasporto su ferro. Qualche anno prima era stata fondata la International Association for Testing Materials (IATM), e appunto il 16 giugno 1898 settanta membri dell'IATM si riunirono a Filadelfia per fondare la sezione americana dell'organizzazione. Nel 1902 la American Section si costituì come organizzazione autonoma con il nome di American Society for Testing Materials, che diventerà universalmente nota nel mondo tecnico come ASTM. Dudley fu il primo presidente di ASTM.
Il campo di azione di ASTM si andò nel tempo ampliando, passando dai soli materiali ferrosi a tutti i materiali, dei tipi più vari; dei loro rivestimenti, dei trattamenti, eccetera.
Lo sviluppo della normalizzazione negli anni '23 - '30 portò ad un grande sviluppo di ASTM (di cui, ad esempio, Henry Ford era membro). Il campo di applicazione si ampliò, e nel corso della Seconda guerra mondiale ASTM ebbe un ruolo importante nella definizione dei materiali, riuscendo a conciliare le difficoltà belliche con le esigenze di qualità della produzione di massa. Era quindi naturale un certo riconoscimento di questa espansione, e nel 1961 ASTM fu rinominata American Society for Testing and Materials, l'and essendo testimone dell'ampliamento dello scopo sociale. 
La copertura di ASTM includeva, oltre ai classici materiali da costruzione, i materiali e manufatti più disparati come i provini metallografici, i caschi da moto, gli equipaggiamenti sportivi.
Nel 2001 ASTM assume la presente denominazione di ASTM International come testimonianza dell'interesse sovranazionale che ormai rivestono le tecniche di normalizzazione.

## Organizzazione
L'organizzazione è aperta a chiunque abbia interesse nella sua attività. Gli standard sono sviluppati da comitati. I soci dei comitati sono volontari e sono classificati in user, producer, consumer, e "general interest"; questi ultimi sono accademici e consulenti. User sono user dell'industria, che possono essere producer in contesti di altri comitati tecnici, e end-user come consumatori. Per seguire le direttive antitrust, producer devono essere meno del 50% in ogni comitato o sottocomitato, e i voti sono limitati a un producer company.
Al 2015, ASTM ha più di 30.000 membri, incluso oltre 1.150 organizational members, da oltre 140 nazioni. I membri servono più di 140 ASTM Technical Committees. ASTM International ha diversi premi per i contributi dati, incluso il ASTM International Award of Merit ASTM International è classificata dalla Internal Revenue Service come 501(c)(3) nonprofit.
ASTM è tra i maggiori contributori tecnici dell'ISO, e mantiene una solida leadership nella definizione dei materiali e dei metodi di prova in quasi tutte le industrie, con un quasi monopolio nell'industria petrolifera e petrolchimica.
Alla fine dello scorso secolo la ASTM ha sviluppato il "metodo Chetah", che consente la realizzazione di un primo screening di sostanze chimiche per analizzarne il potenziale esplosivo senza un approccio conservativo. Tale metodo è tuttora in uso.

## Curiosità
Non tutti sanno che le flange che collegano il contatore dell'acqua ai tubi, molto probabilmente, sono fatte con forgiati in ASTM A 105: in pratica, un acciaio da costruzione di buona qualità, mentre i tubi sono magari in ASTM A 589. 
E, se la pellicola di plastica con cui si protegge il cibo non si rompe, è probabilmente perché è stata collaudata secondo la ASTM D 638. 
E le pentole in acciaio inossidabile sono probabilmente in ASTM A 240 Tp 304 o 321 o infine, se di qualità superiore, 316.